# Losenice (přírodní rezervace)
Losenice je přírodní rezervace v okrese Klatovy vyhlášená 1. července 1998. Nachází se jižně od vesnice Červená u Kašperských Hor při hranici chráněné krajinné oblasti Šumava a národního parku Šumava. Chráněna je část údolí řeky Losenice o rozloze 2,7 ha. Předmětem ochrany je především zachovalé přirozené koryto řeky Losenice a vzácná společenstva v jejím blízkém okolí. Severněji leží rozsáhlejší přírodní rezervace Losenice II, která byla vyhlášena v roce 2008.